# Mario (chanteur d'opéra)
Pour les articles homonymes, voir Mario.
Giovanni Matteo de Candia dit Mario est un chanteur d'opéra italien  né le 17 octobre 1810 à Cagliari en Sardaigne et mort le 11 décembre 1883 à Rome.

## Biographie

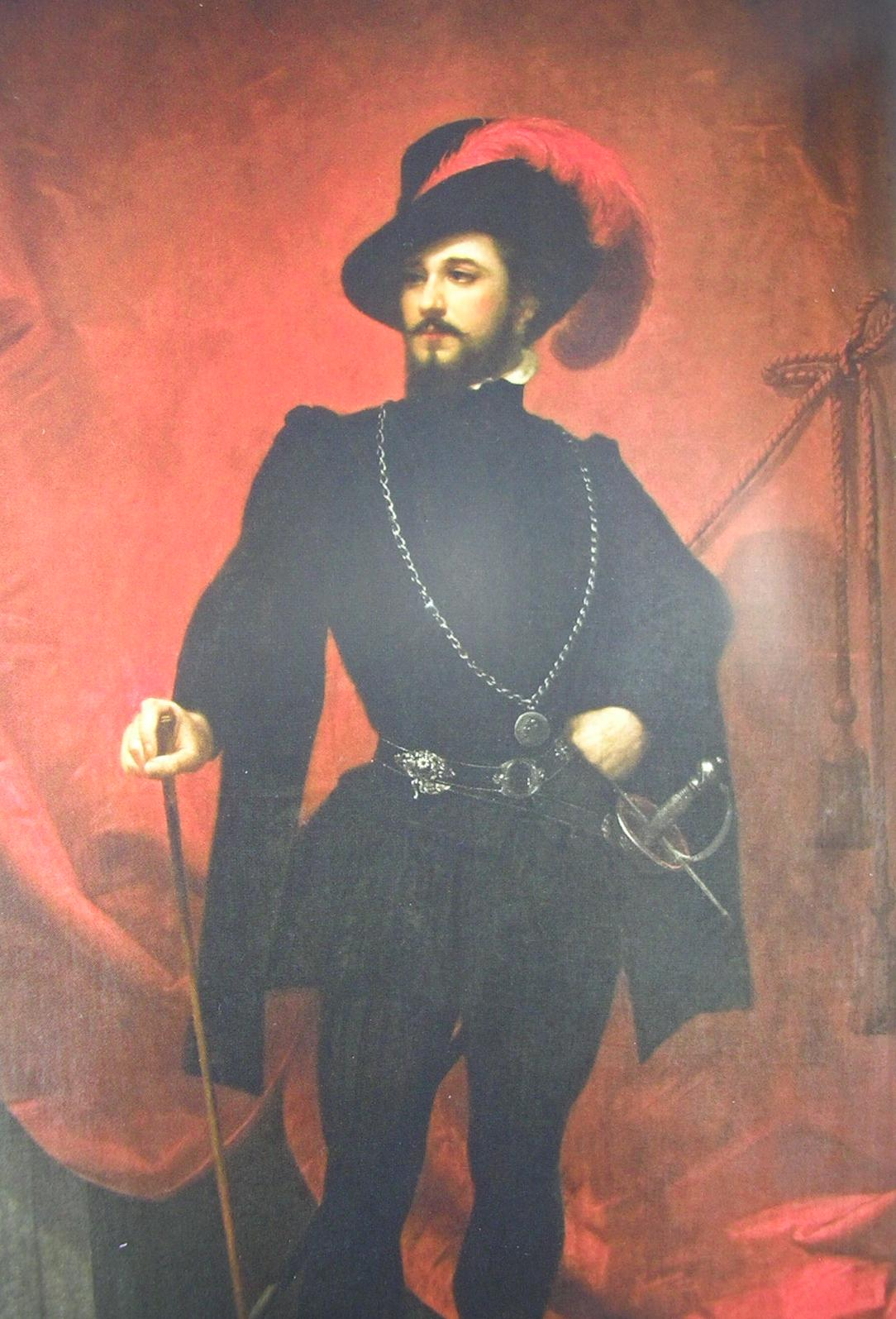
Mario (Giovanni Matteo De Candia), dans le rôle de Don Giovanni de Mozart (v. 1850).

### Débuts
Le chevalier Giovanni Matteo De Candia est le fils d'un général du royaume Sardo-Piémontais, gouverneur militaire de Nice, Don Stefano de Candia Montepagano-Fieschi (1770-1842), et de Donna Caterina Maria Grixoni di Ozieri. Il est le frère du général Carlo de Candia. Il fait ses études à l'Académie militaire de Turin, où il rencontre Camillo Cavour et d'où il sort lieutenant. À cause de dettes que son père refuse de payer pour lui et aussi à cause de positions politiques libérales opposées à celles de son père, il déserte et s'enfuit en France.
Il étudie le chant à Paris, notamment auprès de Giulio Alary, Antoine Ponchard et Marco Bordogni. Beau et charmant, il est très bien accueilli dans les salons parisiens, notamment dans le salon libéral de la princesse Cristina Trivulzio Belgiojoso qui vit le « duel » pianistique entre Franz Liszt et Sigismund Thalberg. On l'estime comte ou marquis et il se garde de préciser qu'il est seulement cavaliere nobile. En 1836, il quitte l'armée et se réfugie en France, à Nice.

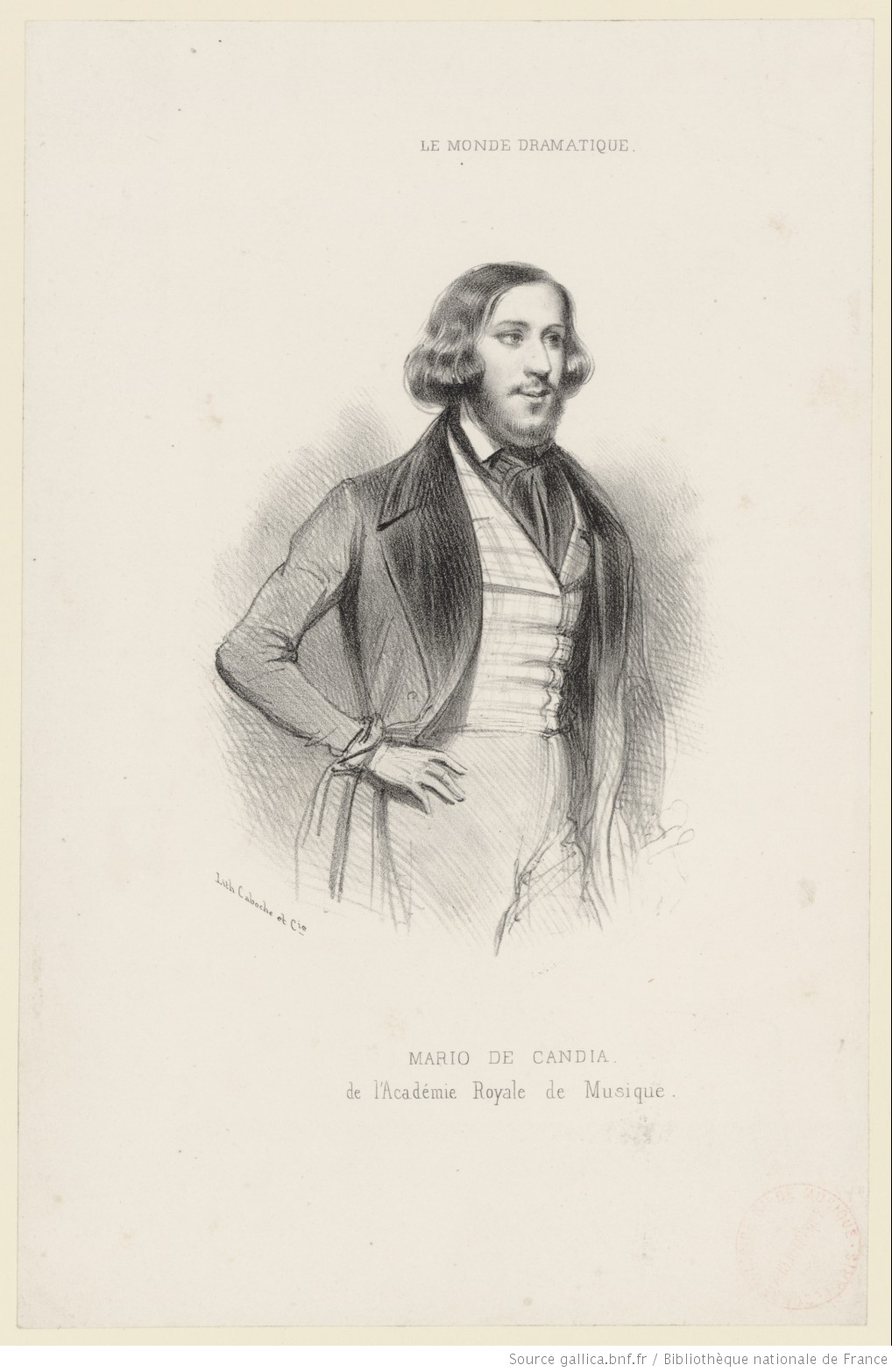
Mario en 1843.

Le directeur de l'Opéra, Henri Duponchel, lui offre une rétribution mensuelle en attendant de le faire débuter. Alors que Giacomo Meyerbeer est à la recherche d'un ténor pour la reprise de Robert le Diable, on lui a signale le jeune De Candia, son nom utilisé depuis l'exil d'Italie. Il l'écoute et, après bien des hésitations, lui confie le rôle-titre. Le 30 novembre 1838, Mario remporte un grand succès, malgré une prononciation discutable du français,. En plus d'une voix de ténor claire et souple, il possède de réels dons d'acteur. Il est engagé ensuite  au Théâtre-Italien.
La scène n'étant à cette époque pas digne d'un noble, il choisit le nom de scène de « Mario ». Pour cette même raison, il promet à sa mère de ne jamais chanter en Italie.

### Giulia Grisi

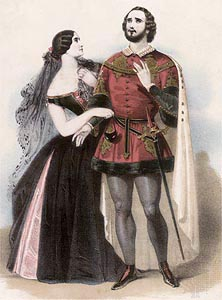
Giulia Grisi et Mario dans Lucrezia Borgia (v. 1840).

Il fait ses débuts à Londres en 1839 aux côtés de avec la célèbre soprano Giulia Grisi dans Lucrezia Borgia de Gaetano Donizetti. Giulia entretient alors une relation avec Lord Castlereigh Jr. dont elle vient d'avoir un fils, George Frederick Ormsby, mais elle tombe sous le charme du jeune ténor et devient la compagne de Mario à la ville comme à la scène. Ils se marient à Londres et s'installent à Furham, un arrondissement de la capitale anglaise.
Au succès de Giulia s'ajoute celui de Mario. Donizetti écrit pour eux l'opéra bouffe Don Pasquale , qu'ils créent le 3 janvier 1843 au Théâtre-Italien à Paris, où l'accueil est triomphal.
La famille Candia revient fréquemment en Italie, vivant de façon saisonnière dans la somptueuse villa Salviati près de Florence, une propriété que Mario avait achetée en 1849. Ils y reçoivent des personnalités éminentes du monde de l'opéra et de l'aristocratie.
Leur carrière se partage essentiellement entre Paris en hiver, et Londres au printemps, d'abord au Her Majesty's Theatre puis à Covent Garden (il y chante le premier Duc de Mantoue dans Rigoletto en 1848). L'été est consacré aux tournées dans les provinces britanniques, notamment à Dublin en Irlande. Ils chantent également aux États-Unis et à Saint-Pétersbourg. Entre 1839 et 1871, Mario aura chanté dans pas moins de 930 représentations à Londres.
C'est également à Londres, en 1839 ou 1840, que Mario fait la connaissance de Giuseppe Mazzini, avec lequel il soutient la cause italienne. Il subventionne aussi l'expédition des Mille et Garibaldi qu'il reçoit à la villa Salviati.
Mario est alors le plus célèbre chanteur d'opéra, dont des photos sont par exemple vendues dans les boutiques. Sa fortune est estimée à l'équivalent d'environ 200 M£ de 2021. James Joyce fait référence au ténor dans son roman Ulysse.

### Fin de vie

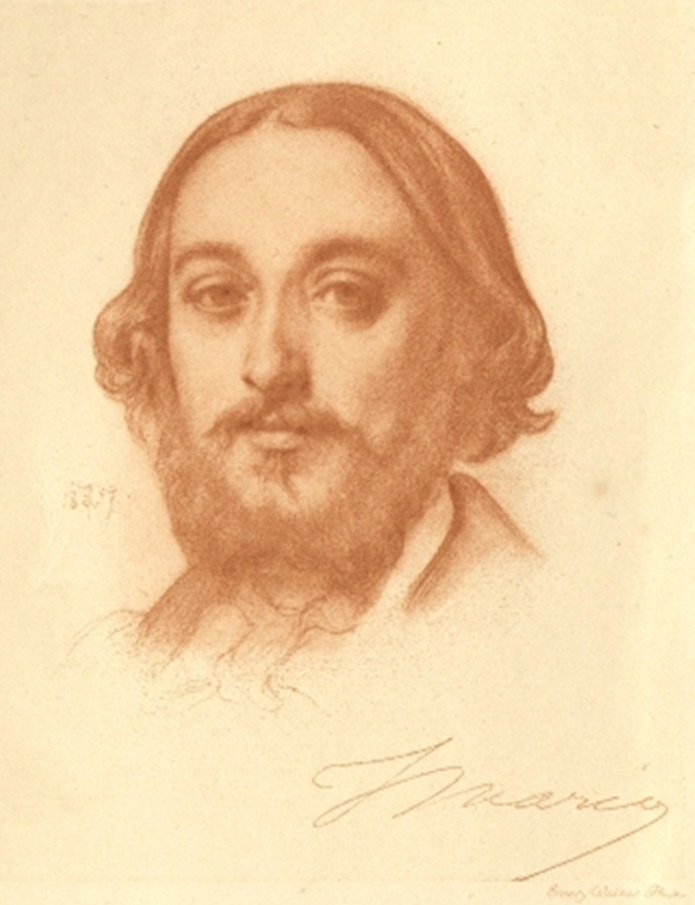
Giovanni Matteo de Candia dit « Mario » (1810-1883).

Après la mort soudaine de Giulia Grisi en 1869, ayant vendu sa villa, Mario doit poursuivre sa carrière pour vivre. Il fait ses adieux à la scène à Londres le 19 juillet 1871 avec une triomphale représentation de La Favorita,. En 1872-73, il fait une dernière tournée de concerts avec Carlotta Patti, sœur d'Adelina Patti, grande amie du couple.
Après avoir gagné et distribué des sommes énormes tout au long de sa vie, il passe ses dernières années à Rome, grâce à une pension que lui versent des amis anglais. Il y meurt le 11 décembre 1883 et est enterré à Cagliari en Sardaigne.

### Descendance
Mario et Giulia Grisi ont eu six filles :
- Giulia (Paris, 1842 - Paris, 1844) ;
- Rita (Londres, 1849 - Berlin, ?) ;
- Maria Angelina (Londres, 1850 - Paris, ?) ;
- Cecilia Maria (Brighton, 1853 - Bordighera, 1926), qui épousera Godfrey Pearse le 29 février 1872 à Londres et en divorcera en 1889. Écrivaine, elle compte parmi ses œuvres les plus notoires, The Romance of a Great Singer publiée en 1910 et qui évoque son père Mario ;
- Clelia Corinna (Londres ou Furham, 1855 - ?) qui épousera Sir Arthur Vaughan Powys en mai 1875 à Londres et aura deux filles : Ivy Clelia (v. 1876-v. 1951) et Gwyneth (v. 1879-?)[16] ;
- Bella Maria (Londres, 1857 - ?).

## Répertoire
- Giacomo Meyerbeer : Robert le Diable (Robert), Académie royale de musique (salle Le Peletier), 30 novembre 1838.
- Gioachino Rossini : Le Comte Ory (rôle-titre), Académie royale de musique, 6 mai 1839.
- Gaetano Donizetti : Lucrezia Borgia (Gennaro), Her Majesty's Theatre, 6 juin 1839.
- Gateano Donizetti : L'elisir d'amore (Nemorino), Her Majesty's Theatre, 13 juin 1839.
- Vincenzo Bellini : Norma (Pollione), Her Majesty's Theatre, 25 juillet 1839.
- Fromental Halévy : Le Drapier (Urbain), création, Académie royale de musique, 6 janvier 1840.
- Gioachino Rossini : La donna del lago (Rodrigo), Her Majesty's Theatre, 23 juillet 1840.
- Gioachino Rossini : Il barbiere di Siviglia (comte d'Almaviva), Théâtre-Italien (Odéon), 3 décembre 1840.
- Vincenzo Bellini : Beatrice di Tenda (Orombello), Théâtre-Italien, 8 février 1841.
- Domenico Cimarosa : Gli Orazi e i Curiazi (Marco Orazio), Her Majesty's Theatre, 4 mars 1841.
- Vincenzo Bellini : La straniera (Arturo), Her Majesty's Theatre, 13 mai 1841.
- Gaetano Donizetti : Fausta (Crispo), Her Majesty's Theatre, 29 mai 1841.
- Gaetano Donizetti : Marin Faliero (il gondoliere), Her Majesty's Theatre, 6 aout 1841.
- Vincenzo Bellini : La sonnambula (Elvino), Theatre royal de Liverpool, 20 aout 1841.
- Vincenzo Bellini : I puritani (Arturo), Theatre royal de Liverpool, 23 aout 1841.
- Gaetano Donizetti : Lucia di Lammermoor (Edgardo), Théâtre-Italien (Salle Ventadour), Paris 9 novembre 1841
- Saverio Mercadante : La vestale (Decio), Théâtre-Italien, 23 décembre 1841
- Gioachino Rossini : Stabat Mater, création, Théâtre-Italien, 7 janvier 1842.
- Giovanni Pacini : Saffo (Faone), Théâtre-Italien, 15 mars 1842.
- Gaetano Donizetti : Anna Bolena (Percy), Théâtre royal de Dublin 14 septembre 1842.
- Gaetano Donizetti : Linda di Chamounix (Visconte Carlo), Théâtre-Italien, 17 novembre 1842.
- Gaetano Donizetti : Don Pasquale (Ernesto), création, Théâtre-Italien, 3 janvier 1843.
- Gioachino Rossini : Otello (rôle-titre), Théâtre-Italien, 20 février 1843.
- W. A. Mozart : Don Giovanni (don Ottavio), Her Majesty's Theatre, 5 mai 1843.
- Gioachino Rossini : La gazza ladra (Giannetto), Her Majesty's Theatre, 11 mai 1843
- Gioachino Rossini : L'italiana in Algeri (Lindoro), Her Majesty's Theatre, , mai ou juin 1843.
- Gioachino Rossini : La Cenerentola (Ramiro), Her Majesty's Theatre, 23 juillet 1843.
- Giuseppe Persiani : Il fantasma (Adolfo), Théâtre-Italien, 14 décembre 1843.
- Federico Ricci : Corrado d'Altamura (Roggero), Théâtre-Italien, 2 mars 1844.
- Michael Costa : Don Carlos (rôle-titre), Her Majesty's Theatre, 20 juin 1844
- Vincenzo Bellini : Il pirata (Gualtiero), Théâtre-Italien, 5 décembre 1844.
- W. A. Mozart : Così fan tutte (Ferrando), Her Majesty's Theatre, 17 juillet 1845.
- Domenico Cimarosa : Il matrimonio segreto (Paolino), Théâtre-Italien, 26 janvier 1846.
- Giuseppe Verdi : I Lombardi alla prima crociata (Oronte), Her Majesty's Theatre, 12 mai 1846.
- Gaetano Donizetti : Don Gregorio [L'ajonell'imbarazzo] (Enrico), Her Majesty's Theatre, 28 juillet 1846.
- Giovanni Pacini : La fidanzata corsa (Alberto), Théâtre-Italien, 17 novembre 1846.
- Giuseppe Verdi : I due Foscari (Jacopo), Théâtre-Italien, 17 décembre 1846.
- Gioachino Rossini : La donna del lago (Giacomo V), Covent Garden, 12 aout 1847.
- Gaetano Donizetti : La favorita (Fernando), Covent Garden, Londres 23 mai 1848.
- Giacomo Meyerbeer : Gli Ugonotti [en italien] (Raoul), Covent Garden, 20 juillet 1848.
- D.-F.-E. Auber : Masaniello [La muette de Portici, en italien] (rôle-titre), Covent Garden, 15 mars 1849.
- Giacomo Meyerbeer : Il profeta [en italien] (Giovanni di Leyda), Covent Garden,  24 juillet 1849.
- Gaetano Donizetti : Roberto Devereux (Roberto), Théâtre impérial de Saint-Pétersbourg, 22 décembre 1849.
- Gioachino Rossini : Semiramide (Idreno), Théâtre impérial de Saint-Pétersbourg, janvier 1850.
- Giacomo Meyerbeer : Roberto il diavolo [en italien] (Rambaldo), Covent Garden, 23 mai 1850.
- Fromental Halévy : L'ebrea [en italien] (Lazzaro), Covent Garden, 27 juillet 1950.
- Giulio Alary : Sardanapalo [en italien] (rôle-titre), Théâtre impérial de Saint-Pétersbourg, 7 ou 16 février 1852.
- Giuseppe Verdi : Rigoletto (duca di Mantova), Théâtre impérial de Saint-Pétersbourg, 12 février 1853.
- Gaetano Donizetti : La figlia del reggimento [en italien] (Tonio), Théâtre impérial de Saint-Pétersbourg, 7 mars 1853.
- Giuseppe Verdi : Il trovatore (Manrico), Théâtre-Italien, 20 novembre 1855.
- Giovanni Bottesini : L'assedio di Firenze (Lodovico Martelli), Théâtre-Italien, 21 février 1856
- Giuseppe Verdi : La traviata (Alfredo), Théâtre-Italien, 6 dècembre 1856.
- Friedrich von Flotow : Marta [en italien] (Lionello), Théâtre-Italien, 11 février 1858.
- Giuseppe Poniatowski : Don Desiderio (Federico), Théâtre-Italien, 16 mars 1858.
- W.A. Mozart : Don Giovanni (rôle-titre), Covent Garden, juin ou juillet 1858.
- Saverio Mercadante : Il giuramento (Viscardo), Covent Garden, 9 juillet 1859.
- Giuseppe Verdi : Un ballo in maschera (Riccardo), Théâtre-Italien, 13 janvier 1861.
- Giacomo Meyerbeer : Les Huguenots (Raoul de Nangis), Théâtre impérial de l'Opéra (salle Le Peletier), 24 novembre 1862.
- Charles Gounod : Faust [en italien] (rôle-titre), Covent Garden, 19 mai 1864.
- Charles Gounod : Romeo e Giulietta [en italien] (Romeo), Covent Garden, 11 juillet 1867.